# اژدها (فیلم ۲۰۰۶)
«اژدها» (انگلیسی: Dragon (2006 film)) یک فیلم به کارگردانی لی اسکات است که در سال ۲۰۰۶ منتشر شد.